# Zoë Readhead
Zoë Neill Readhead (* 2. November 1946 in Summerhill) ist eine britische Pädagogin und Psychologin.

## Leben
Zoë Readhead ist die Tochter von Alexander Sutherland Neill und dessen Ehefrau Ena. Sie ist in dem von ihrem Vater gegründeten antiautoritären Internat Summerhill groß geworden; in den Bestseller-Büchern ihres Vaters, in denen dieser detailliert ihr Aufwachsen beschreibt, wird sie als „Prototyp“ eines radikalliberal erzogenen Kindes dargestellt. Nach dem Schulabschluss in Summerhill studierte Zoë Neill in Norwegen und qualifizierte sich als Psychotherapeutin. Sie absolvierte ebenfalls das Art college in Ipswich und qualifizierte sich als Reitlehrerin bei der British Horse Society.
Zoë Readhead ist das einzige Kind von Ena und A.S. Neill. Von ihrer Mutter, die das Internat nach A.S. Neills Tod im Jahre 1973 weitergeführt hatte, übernahm sie die Leitung schließlich im Jahr 1985. Sie setzt die antiautoritäre Pädagogik ihrer Eltern konsequent fort und profilierte sich unter anderem dadurch, dass sie sich gegen politische und juristische Bestrebungen, Summerhill zu schließen, erfolgreich zur Wehr setzte. Sie konnte – wie zuvor auch ihre Eltern – gegenüber den englischen Behörden durchsetzen, dass der Unterricht in Summerhill auch weiterhin für die Schülerinnen und Schüler nicht Pflicht ist, sondern auf freiwilliger Basis stattfindet.
Nach Ansicht Zoë Readheads ist gerade in der Risikogesellschaft der Postmoderne eine radikalliberale, auf höchste Eigenverantwortung abzielende Erziehung das beste Mittel, um junge Menschen auf ein selbstbestimmtes Leben vorzubereiten. Argumentativ lehnt sie sich hierbei an den deutschen Pädagogen Hartmut von Hentig an.
Zoë Readheads weltweite Auftritte in verschiedenen TV-Talkshows haben dazu beigetragen, dass Summerhill international bekannt wurde. Die Schülerschaft setzt sich heutzutage aus Kindern und Jugendlichen aus vielerlei Nationen, besonders auch aus Japan, zusammen.
Zoë Readhead wird bei der Leitung des Internats von ihrem Ehemann Tony Readhead unterstützt. Das Paar hat vier erwachsene Kinder (Amy, William, Henry und Neill), die ebenfalls diese Schule absolviert haben.